# Còths
Còths (francès Cox) és un municipi occità, a Gascunya, situat a la regió d'Occitània, departament de l'Alta Garona.